# Thekla von Kitzingen
Die heilige Thekla von Kitzingen (* im 8. Jahrhundert in England; † um 790 in Kitzingen) war eine Benediktinerin.
Sie stammte wie Bischof Bonifatius aus England, zu dessen Unterstützung sie gemeinsam mit Lioba aus der Abtei Wimborne Minster in Dorsetshire in das Fränkische Reich kam. 
Die hl. Thekla wirkte zunächst bei der Äbtissin Lioba, mit der sie verwandt war, in der von ihnen gemeinsam gegründeten Abtei Tauberbischofsheim.
Nach dem Tode von Hadeloga von Kitzingen trat Thekla um 750 deren Nachfolge als Äbtissin der Benediktinerinnenklöster Kitzingen und Ochsenfurt an.
Schwerpunkte ihres Wirkens waren Bildung, Erziehung und Krankenpflege.
Ihr Namenstag ist der 15. Oktober.